# Eupronoe intermedea
Eupronoe intermedea är en kräftdjursart. Eupronoe intermedea ingår i släktet Eupronoe och familjen Pronoidae. Inga underarter finns listade i Catalogue of Life.